# Vitis heyneana
Vitis heyneana är en vinväxtart som beskrevs av Roem. & Schult. Vitis heyneana ingår i släktet vinsläktet, och familjen vinväxter. Utöver nominatformen finns också underarten V. h. glabra.